# Eugenijus Riabovas
Eugenijus Riabovas (ur. 3 lutego 1951 w Kownie, Litewska SRR) – litewski piłkarz, grający na pozycji napastnika, trener piłkarski.

## Kariera piłkarska

### Kariera klubowa
W 1968 roku rozpoczął karierę piłkarską w drugiej drużynie Žalgirisu Wilno. W następnym roku przeszedł do Atlantasu Kłajpeda, ale w 1976 powrócił do Žalgirisu. W latach 1982–1985 występował w Pažanga Wilno, gdzie zakończył karierę.

### Kariera reprezentacyjna
Do drużyny narodowej ZSRR nie był powołany, ale w Spartakiadzie oraz niektórych innych zawodach 7 razy grał w reprezentacji Litewskiej SRR.

## Kariera trenerska
Karierę szkoleniowca rozpoczął w 1982 roku. Będąc piłkarzem Pažanga Wilno łączył również funkcje trenerskie. Od 1985 pomagał trenować Žalgiris Wilno, a w 1996 stał na czele klubu. W lipcu 1997 w jednym meczu zastępował w narodowej reprezentacji Litwy głównego trenera Benjaminasa Zelkevičiusa. Od 1998 do 1999 prowadził młodzieżową reprezentację Litwy. Później ponownie pracował w Žalgiris Wilno. W 2005 najpierw trenował Kauno Jėgeriai, ale już w kwietniu został zaproszony do FBK Kaunas, w którym pełnił obowiązki głównego trenera do maja. Od czerwca 2006 do lutego 2007 ponownie stał na czele FBK Kaunas. 14 listopada 2006 roku Szkocka prasa spekulowała, że Riabovas ma zastąpić tymczasowego trenera Heart of Midlothian F.C. Eduarda Małofiejewa, ale później zaprzeczyła i Valdas Ivanauskas powrócił na stanowisko głównego trenera po okresie choroby. W 2007 kierował FK Šilutė, po czym ponownie wrócił do FBK Kaunas, gdzie od grudnia 2008 do kwietnia 2009 zajmował stanowisko głównego trenera. Od kwietnia 2011 do lutego 2012 po raz kolejny prowadził FBK Kaunas.

## Sukcesy i odznaczenia

### Sukcesy piłkarskie
Pažanga Wilno
- mistrz Litewskiej SRR: 1982, 1983
- zdobywca Pucharu Litewskiej SRR: 1982

### Sukcesy trenerskie
Žalgiris Wilno
- mistrz Litwy: 1999 (w)
- zdobywca Pucharu Litwy: 1997, 2003 (j)
- zdobywca Superpucharu Litwy: 2003

FBK Kaunas
- mistrz Litwy: 2006

### Sukcesy indywidualne
- wybrany najlepszym piłkarzem Litwy: 1976, 1977 i 1978